# Доберман, Гари
Га́ри До́берман (англ. Gary Dauberman) — американский сценарист и кинорежиссёр. Среди его наиболее известных работ — фильмы ужасов франшизы «Вселенная „Заклятия“»: «Проклятие Аннабель» (2014), «Проклятие Аннабель: Зарождение зла» (2017), «Проклятие монахини» (2018) и «Проклятие Аннабель 3» (2019); последний стал его режиссёрским дебютом. Доберман является одним из сценаристов фильма ужасов о сверхъестественном «Оно» (2017), а также автором сценария сиквела — «Оно 2» (2019); обе картины основаны на одноимённом романе писателя Стивена Кинга.

## Ранняя жизнь и карьера
Гари Доберман вырос в Глен Миллс (штат Пенсильвания). В 1995 году окончил среднюю школу Пеннкреста. В течение двух лет учился в муниципальном колледже округа Делавэр по специальности «коммуникации», а затем перевёлся в университет Темпл, который окончил в 2001 году по специальности «кино и медиа».

## Фильмография

### Сериалы и телефильмы
| Год  | Название        | Сценарист | Исполнительный продюсер | Примечания                                   |
| ---- | --------------- | --------- | ----------------------- | -------------------------------------------- |
| 2007 | Паутина зла     | Да        | Нет                     | телефильм                                    |
| 2007 | Обезьяна-убийца | Да        | Нет                     | телефильм                                    |
| 2008 | Болотный дьявол | Да        | Нет                     | телефильм                                    |
| 2019 | Болотная тварь  | Да        | Да                      | также разработчик; сценарист эпизода «Пилот» |
| TBA  | Гаргульи        | Да        | Да                      | разработчик                                  |

### Кинофильмы
| Год  | Название                           | Режиссёр | Сценарист | Исполнительный продюсер | Ист.  |
| ---- | ---------------------------------- | -------- | --------- | ----------------------- | ----- |
| 2014 | Проклятие Аннабель                 | Нет      | Да        | Нет                     |       |
| 2016 | Внутри                             | Нет      | Да        | Нет                     |       |
| 2016 | Волки у двери                      | Нет      | Да        | Нет                     |       |
| 2017 | Проклятие Аннабель: Зарождение зла | Нет      | Да        | Нет                     |       |
| 2017 | Оно                                | Нет      | Да        | Нет                     |       |
| 2018 | Проклятие монахини                 | Нет      | Да        | Да                      |       |
| 2019 | Проклятие Аннабель 3               | Да       | Да        | Нет                     |       |
| 2019 | Оно 2                              | Нет      | Да        | Да                      |       |
| 2023 | Проклятие монахини 2               | Нет      | Нет       | Да                      |       |
| 2024 | Жребий                             | Да       | Да        | Да                      | [ 6 ] |
| TBA  | Последний поезд в Нью-Йорк         | Нет      | Да        | Нет                     | [ 7 ] |
| 2025 | Дожить до рассвета                 | Нет      | Да        | Нет                     |       |

Продюсер
- Проклятие плачущей (2019)